# 森崎浩司
森崎浩司（1981年5月9日—），已退役日本足球運動員，司職中場，前日本23歲以下足球代表隊成員。

## 俱乐部生涯
森崎浩司出自广岛三箭青训，2000年升入一线队。森崎浩司在其职业生涯中只效力过广岛三箭这一支球队，从2000年开始就一直是这支日职球队的一员。2016年赛季目前在日职联赛出场4场没有进球。日职目前总出场257场进40球，日乙总出场77场进24球。
日职联官方网站报道，广岛三箭的中场球员森崎浩司将于赛季末退役。

## 國家隊生涯
森崎浩司曾入选日本U18-U23足球代表队参加过2000年伊朗亚青赛，2001年阿根廷世青赛，2002年釜山亚运会，2004年雅典奥运会。

## 外部連結
- サンフレッチェ広島F.Cによる公式プロフィール
- 森崎和幸/浩司オフィシャルウェブサイト
- 森崎浩司オフィシャルブログ
- 森﨑浩司【サンフレッチェ広島】的X（前Twitter）
- 情熱サンフレッチェ的X（前Twitter）
- 日本職業足球聯賽中的森崎浩司 （日語）
- （日語）J.League Data Site （页面存档备份，存于）